# Laura Peel
Laura Peel (ur. 29 września 1989 w Canberze) – australijska narciarka dowolna, specjalistka w skokach akrobatycznych.
Po raz pierwszy w zawodach Pucharu Świata wystąpiła 16 stycznia 2011 roku w Mont Gabriel, gdzie zajęła 15. miejsce. Tym samym już w debiucie zdobyła pierwsze punkty. Na podium zawodów tego cyklu pierwszy raz znalazła się 15 stycznia 2012 roku w tej samej miejscowości, kończąc rywalizację na trzeciej pozycji. Wyprzedziły ją tam tylko Ukrainka Olha Wołkowa i Emily Cook z USA. W sezonach 2019/2020 i 2020/2021 wygrywała klasyfikacji skoków, a w sezonach 2018/2019 i 2021/2022 była trzecia.
Na mistrzostwach świata w Kreischbergu w 2015 roku zdobyła złoty medal. Rok wcześniej, na igrzyskach olimpijskich w Soczi, zajęła siódme miejsce. Na rozgrywanych w 2018 roku igrzyskach w Pjongczangu uplasował się na piątej pozycji. Brała też udział w igrzyskach olimpijskich w Pekinie w 2022 roku, ponownie zajmując piąte miejsce. W marcu 2021 roku zdobyła kolejny złoty medal podczas mistrzostw świata w Ałmaty.

## Osiągnięcia

### Igrzyska olimpijskie
| Miejsce | Dzień     | Rok  | Miejscowość | Konkurencja        | Zwycięzca     |
| ------- | --------- | ---- | ----------- | ------------------ | ------------- |
| 7.      | 14 lutego | 2014 | Soczi       | Skoki akrobatyczne | Ałła Cuper    |
| 5.      | 16 lutego | 2018 | Pjongczang  | Skoki akrobatyczne | Hanna Huśkowa |
| 5.      | 14 lutego | 2022 | Pekin       | Skoki akrobatyczne | Xu Mengtao    |

### Mistrzostwa świata
| Miejsce | Dzień       | Rok  | Miejscowość   | Konkurencja                  | Zwycięzca             |
| ------- | ----------- | ---- | ------------- | ---------------------------- | --------------------- |
| 11.     | 4 lutego    | 2011 | Deer Valley   | Skoki akrobatyczne           | Cheng Shuang          |
| 8.      | 7 marca     | 2013 | Voss          | Skoki akrobatyczne           | Xu Mengtao            |
| 1.      | 15 stycznia | 2015 | Kreischberg   | Skoki akrobatyczne           | –                     |
| 8.      | 10 marca    | 2017 | Sierra Nevada | Skoki akrobatyczne           | Ashley Caldwell       |
| 4.      | 6 lutego    | 2019 | Deer Valley   | Skoki akrobatyczne           | Alaksandra Ramanouska |
| 7.      | 7 lutego    | 2019 | Deer Valley   | Skoki akrobatyczne drużynowo | Szwajcaria            |
| 1.      | 10 marca    | 2021 | Ałmaty        | Skoki akrobatyczne           | –                     |
| 7.      | 23 lutego   | 2023 | Bakuriani     | Skoki akrobatyczne           | Kong Fanyu            |
| 4.      | 28 marca    | 2025 | Engadyna      | Skoki akrobatyczne drużynowo | Stany Zjednoczone     |
| 7.      | 30 marca    | 2025 | Engadyna      | Skoki akrobatyczne           | Kaila Kuhn            |

### Puchar Świata

#### Miejsca w klasyfikacji generalnej
- sezon 2010/2011: 55.
- sezon 2011/2012: 11.
- sezon 2012/2013: 17.
- sezon 2013/2014: 33.
- sezon 2014/2015: 30.
- sezon 2016/2017: 27.
- sezon 2017/2018: 41.
- sezon 2018/2019: 14.
- sezon 2019/2020: 5.

Od sezonu 2020/2021 klasyfikacja skoków akrobatycznych jest jednocześnie klasyfikacją generalną.
- sezon 2020/2021: 1.
- sezon 2021/2022: 3.
- sezon 2022/2023: 2.
- sezon 2023/2024: 13.
- sezon 2024/2025: 1.

#### Miejsca na podium w zawodach
1. Mont Gabriel – 15 stycznia 2012 (skoki) – 3. miejsce
2. Kreischberg – 17 lutego 2012 (skoki) – 1. miejsce
3. Deer Valley – 1 lutego 2013 (skoki) – 2. miejsce
4. Soczi – 17 lutego 2013 (skoki) – 2. miejsce
5. Moskwa – 4 marca 2017 (skoki) – 3. miejsce
6. Lake Placid – 19 stycznia 2018 (skoki) – 3. miejsce
7. Lake Placid – 20 stycznia 2018 (skoki) – 3. miejsce
8. Moskwa – 16 lutego 2019 (skoki) – 2. miejsce
9. Shimao – 2 marca 2019 (skoki) – 1. miejsce
10. Shimao – 21 grudnia 2019 (skoki) – 3. miejsce
11. Moskwa – 15 lutego 2020 (skoki) – 2. miejsce
12. Raubiczy – 22 lutego 2020 (skoki) – 1. miejsce
13. Krasnojarsk – 8 marca 2020 (skoki) – 1. miejsce
14. Ruka – 4 grudnia 2020 (skoki) – 1. miejsce
15. Jarosław – 16 stycznia 2021 (skoki) – 1. miejsce
16. Moskwa – 23 stycznia 2021 (skoki) – 2. miejsce
17. Raubiczy – 30 stycznia 2021 (skoki) – 2. miejsce
18. Ruka – 11 grudnia 2021 (skoki) – 2. miejsce
19. Deer Valley – 12 stycznia 2022 (skoki) – 1. miejsce
20. Le Relais – 22 stycznia 2023 (skoki) – 1. miejsce
21. Engadyna – 5 marca 2023 (skoki) – 2. miejsce
22. Changchun – 16 grudnia 2023 (skoki) – 3. miejsce
23. Lac-Beauport – 25 stycznia 2025 (skoki) – 1. miejsce
24. Lac-Beauport – 26 stycznia 2025 (skoki) – 1. miejsce
25. Deer Valley – 7 lutego 2025 (skoki) – 1. miejsce
26. Ałmaty – 2 marca 2025 (skoki) – 1. miejsce
27. Livigno – 13 marca 2025 (skoki) – 1. miejsce